# Шалковський Іван Григорович
Шалковський Іван Григорович (26 вересня 1916 , Оленівка, Вінницький район  — 10 листопада 1998 ) – лікар-хірург, голова Української республіканської ради управління курортами профспілок.

## Життєпис

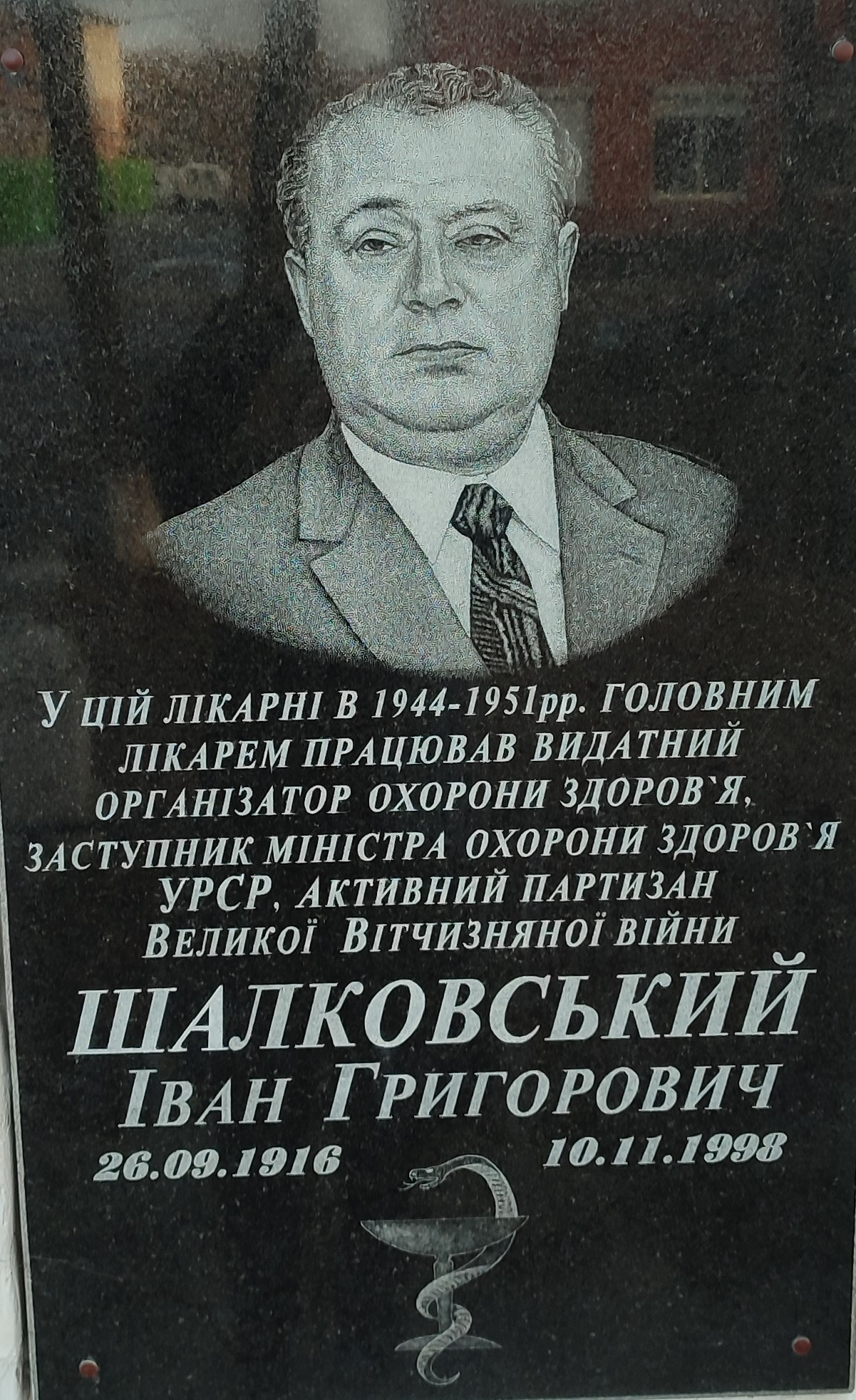
Меморіальна дошка на будинку лікарні, в якій працював Іван Григорович Шалковський (смт. Брацлав, вул. Соборна, 65)

Іван Григорович Шалковський народився 26 вересня 1916 р. в селі Оленівка Вінницького району Вінницької області. 
У 1941 році закінчив Вінницький медичний інститут, за фахом лікар-хірург. Негайно був мобілізований на фронт. Під час Другої світової війни – червоноармієць діючої армії, партизан, начальник санітарної служби партизанського загону. Шалковський до середини 1944 р. служив лікарем у різних військових частинах. За бойові заслуги був нагороджений орденом Вітчизняної війни ІІ ступеня. Упродовж 1944–1951 років Іван Григорович працював головним лікарем Брацлавської лікарні на Вінниччині. У повоєнні роки проявився його талант організатора.
У 1953 р. Іван Григорович очолював Вінницький обласний відділ охорони здоров’я. На цій посаді сприяв зародженню організаційно-методичної служби, яка стала основою розвитку охорони здоров’я в області. Він ініціював створення медичних профілакторіїв на молочно-товарних фермах, велику увагу надавав будівництву фельдшерсько-акушерських пунктів та їхньому облаштуванню. Шалковський вивчав причини смертності немовлят на Вінниччині. Вагомим досягненням у боротьбі за здоров’я дітей стало рекордне зниження смертності немовлят.
У 1963 р. І. Г. Шалковського було переведено до Києва, де він перебував на посаді заступника міністра охорони здоров’я УРСР, працював начальником 4-го головного управління МОЗ УРСР. 
Протягом багатьох років (1970–1987) Шалковський був головою Української республіканської ради управління курортами профспілок. У 1986 р. під час подій на Чорнобильській АЕС він оперативно організував розміщення вагітних жінок та жінок з маленькими дітьми з Чорнобиля, Прип’яті та прилеглих до них населених пунктів. 
Терміново було “відкликано” 32 тисячі путівок. Усі санаторно-курортні заклади поблизу Києва і в першу чергу Ворзельська група, Пуща-Водиця, Конча-Заспа були також задіяні для цієї мети. Штат здравниць був оперативно доукомплектований лікарями, медсестрами, вихователями і нянями. Закупили предмети догляду за дітьми, все було зроблено для комфортного перебування майбутніх матерів, а також матерів з дітьми. 
За його сприяння з’явилися такі відомі курорти як Трускавець, Моршин, Миргород, Куяльник та інші.
10 листопада 1998 року Іван Григорович Шалковський помер.